# Боровая (Ленинградская область)
Боровая —  упразднённая деревня на территории Отрадненского городского поселения Кировского района Ленинградской области.

## История
Деревня располагалась на дороге, соединяющей близлежащие Захожье и Войтолово, предположительно у истока Медникова ручья или у протекающего в 2—3 км западнее этого истока Боровского ручья.
Обозначена как деревня Боровская на карте Санкт-Петербургской губернии 1792 года и как деревня Боровая на карте окружности Санкт-Петербурга авторства Вильбрехта 1810 года. Указана на подробной карте Российской империи 1816 года, однако отсутствует уже на карте 1834 года и более поздних картах.